# Simone Zucchi
Simone Zucchi, né le 26 février 1971 à Varèse, est un coureur cycliste italien.

## Biographie
Simone Zucchi est passé professionnel en 1997 dans l'équipe Amore & Vita-Forzacore. Dès sa première saison, il se distingue en remportant trois succès. Il s'impose sur les 5e et 7e étapes du Tour du Chili, dont il se classe 10e au général en s'adjugeant le maillot de meilleur sprinter, puis sur la 13e étape du Tour du Portugal.
L'année suivante, Simone Zucchi gagne la 5e étape du Tour de Slovénie, puis rejoint l'équipe italienne Polti. Il n'obtient aucun résultat significatif au sein de cette équipe, et s'engage pour la saison 2000 avec Atlas-Lukullus. Simone Zucchi s'impose sur une étape du Circuit des mines et une étape du Tour d'Argentine. Il met un terme à sa carrière professionnelle à l'issue de cette saison.

## Palmarès
- 1992
  - Coppa Messapica
- 1994
  - 2e du Circuito del Porto-Trofeo Arvedi
- 1996
  - Coppa Caduti Buscatesi
  - Trofeo Vini Canova
  - 2e du Trophée Antonietto Rancilio
- 1997
  - 5e et 7e étapes du Tour du Chili
  - 13e étape du Tour du Portugal
  - 3e de la Classic Haribo
- 1998
  - 5e étape du Tour de Slovénie
- 2000
  - 2e étape du Circuit des mines
  - 6e étape du Tour d'Argentine
  - 2e du Tour de Düren